# Walter Krause (schermidore)
Walter Krause (...) è un ex schermidore statunitense.

## Palmarès
In carriera ha conseguito i seguenti risultati:
- Giochi Panamericani:

Città del Messico 1975: argento nel fioretto a squadre.